# Амаласунта
Амаласунта (Амаласвинта; умерла весной 535) — королева-регентша в 526—534 годах при Аталарихе, своём сыне, малолетнем наследнике короля остготов Теодориха Великого.

## Биография

### Ранние годы
Амаласунта была дочерью Теодориха Великого и Аудофледы, сестры короля франков Хлодвига I. В 515 году она вышла замуж за вестгота Эвтариха из дома Амалов. Родила сына Аталариха и дочь Матасунту. В 522 году овдовела. В 526 году скончался её отец. Так как Аталариху было в это время только 10 лет, согласно завещанию Теодориха, одобренному готской знатью, Амаласунта приняла регентство.

### Правление
Красивая, богато одарённая, хорошо образованная (владела латинским и греческим языками), политически очень талантливая Амаласунта энергично взяла в руки бразды правления. В своей деятельности она руководствовалась советами Кассиодора. Покровительствовала римлянам, возвратила детям Боэция и Симмаха конфискованные имения их отцов, своего сына заставляла заниматься науками.
В первые годы после смерти Теодориха Великого в Королевстве остготов царил внешний и внутренний мир. Остготское войско было боеспособным, особенно если его вёл в бой опытный и решительный командир. В 530 году потерпела неудачу попытка гепидов захватить готскую Паннонию Сирмийскую. Нанеся ответный удар и контрнаступая, Витигес, будущий король, проник слишком далеко на византийскую территорию, и при этом был захвачен город Грациана в Верхней Мёзии. Пять лет спустя, в 535 году, это нарушение границы послужило Юстиниану I предлогом для начала полномасштабной агрессии против Королевства остготов. Пока же никаких действий не последовало, так как император был занят войной с персами.
Амаласунта старалась улучшить отношения с бургундами. Она отказалась от земель к северу от Дюранса и заключила договор с южногалльским соседом. Но когда встал вопрос о войне с франками, остготы испугались собственной смелости. В 531 и 534 годах остготы не пришли на помощь тюрингам, а в 532/533 году их войско не покинуло пределов своей страны, чтобы поддержать бургундов против франков. В результате эти соседи и союзники утратили свою независимость, а короткая во времена Теодориха Великого общая с франками граница растянулась более чем на полторы тысячи километров, и любое продолжение франкской экспансии вдоль этой линии угрожало остготским землям.

### Конец политической деятельности
Готская знать не желала терпеть вообще власть женщины.  Она хотела дать сыну Аталариху классическое воспитание, но готы окружили его молодыми людьми, которые подстрекали его против матери и вовлекли в излишества, от которых он в конце концов умер 2 октября 534 года.

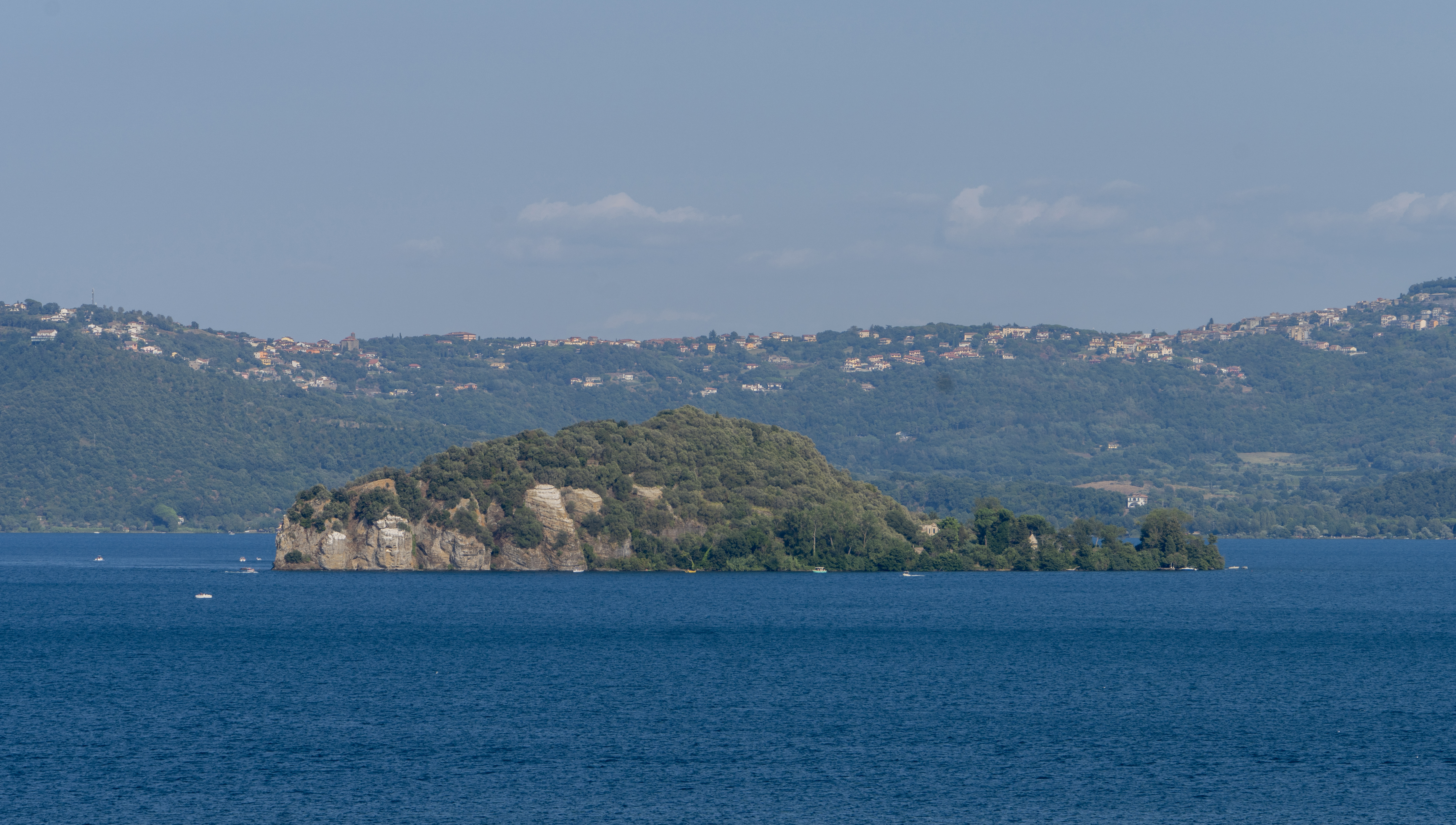
Остров Мартана на озере Больсена, на котором была убита Амаласунта

После смерти Аталариха Амаласунта пыталась сохранить королевскую власть за собой. Она предложила своему двоюродному брату Теодахаду из Тусции стать королём при условии, что управление государством будет предоставлено исключительно ей. В ноябре 534 года Теодахад был коронован, а уже через месяц он удалил Амаласунту из Равенны и заточил на острове Мартана посреди озера Больсена.
Ранее Амаласунта велела умертвить трёх предводителей готской оппозиции (в том числе, вероятно, и Тулуина). И когда византийский посол Пётр Патрикий весной 535 года попытался от имени императора Юстиниана I защитить жизнь Амаласунты, он не мог помешать её убийству (с дозволения Теодахада) родственниками трёх убитых ею готов. Согласно труду Иордана «О происхождении и деяниях гетов», Амаласунта была заперта в горячей бане и от этого скончалась (убиение горячим паром в бане было распространено в Римской империи и Византии).

### Семья
- Эвтарих — муж с 515 года. Сын Витириха, внук Беримунда, правнук готского короля Торисмунда, из дома Амалов. Умер в 522 году.
  - Аталарих — сын, родился в 516 году, король остготов с 526 по 534 год.
  - Матасунта — дочь (518 — после 550), первоначально замужем за королём остготов Витигесом, затем за Германом, двоюродным братом императора Юстиниана I.

## В астрономии
В честь Амаласунты назван астероид (650) Амаласунта, открытый в 1907 году.